# Солотвин (гміна)
Ґміна Солотвіна — адміністративна субодиниця Надвірнянського повіту Станіславського воєводства і Крайсгауптманшафту Станіслав. Утворена 1 серпня 1934 року згідно з розпорядженням Міністерства внутрішніх справ РП від 21 липня 1934 за підписом міністра Мар'яна Зиндрама-Косьцялковського під час адміністративної реформи. Село Солотвин стало центром сільської ґміни Солотвіна. Ґміна утворена з попередніх самоврядних сільських гмін Бабче, Дзвіняч, Манастерчани, Манява, Маркова, Раковєц, Солотвіна, Зажече над Бистшицом.
У 1934 р. територія ґміни становила 128,64 км². Населення ґміни станом на 1931 рік становило 14 785 осіб. Налічувалось 3 323 житлові будинки.
Ґміна ліквідована 17 січня 1940 р. у зв’язку з утворенням Солотвинського району. Ґміна була відновлена на час німецької окупації з липня 1941 р. до липня 1944 р.